# 佛子岩摩崖造像
佛子岩摩崖造像位於四川省廣元市旺蒼縣，文物遺址年代判定為唐代。2007年6月1日公佈為四川省第七批文物保護單位。